# ギャルトーク天国
『ギャルトーク天国』（ギャルトークてんごく）は、2010年11月3日から2012年3月までUstreamとYouTubeで配信されていたTBSテレビ製作の情報バラエティ番組である。その後も2012年4月11日から同年12月12日まで『ぱにゃにゃん』のタイトルで配信されていた。

## 概要
ファッション誌で人気のギャルモデルたちをスタジオに招き、彼女たちに話題のトピックスを各々の持ち味を活かす形で紹介させていたインターネットテレビ番組。ギャルモデルたちの私物をモバオクに出品し、それらの落札金を寄付するチャリティー企画を行ったりと、インターネットメディアを活用している層への訴求を図っていた。
当初は毎週水曜21時から生配信の60分番組であったが、後に毎週火曜20時からの45分番組になった。
そして前述の通り、番組は2012年4月11日配信分をもって『ぱにゃにゃん』と改題。同時に新作映像の配信日が水曜日になり、出演者も一部が交代した。このリニューアルで付いた新タイトルは、ラオス語で「頑張る」を意味する言葉である。
番組は、2012年12月12日をもって新規の配信を終了した。ただし過去の配信分については、その後もしばらく視聴可能となっていた。

## 出演者
肩書きは番組放送当時のものを記載。
- ろみひ
- 川端かなこ
- 鈴木あや
- 寿るい
- てんちむ
- 今泉宏美
- 日菜あこ
- 佐藤渚（TBSアナウンサー） - 『ギャル天』時代の出演者。
- 吉田明世（TBSアナウンサー） - 『ぱにゃにゃん』時代の出演者。最終回まで出演。
- Pimm's - 『ぱにゃにゃん』時代の出演者[6]。最終回まで出演。

## スタッフ
- プロデューサー：角田陽一郎、針山大輔、江原里実
- ディレクター：阿部さちよ、塚本洋文、高橋慎耶、丸谷瑞希
- AD：南波真理奈
- 制作協力：goomo
- 製作著作：TBSテレビ